# Волосозубовые
Волосозубовые, или волосозубые (лат. Trichodontidae), — семейство морских лучепёрых рыб из отряда скорпенообразных. Ранее включалось в отряд окунеобразных.

## Внешний вид и строение
Длина волосозубых до 25—30 см. Их тела сильно сжаты с боков. Они имеют серебристый окрас с коричневыми пятнами на спине. У них два спинных плавника, хвостовой плавник прямой или с выемкой, грудные плавники с широким, заходящим внизу вперед основанием. Рот косо направлен вверх, большой, с бахромчатыми губами. Тонкие острые зубы расположены на челюстях в виде полосок.

## Распространение
Волосозубы обитают на севере Тихого океана от Камчатки и Аляски до Кореи и Калифорнии.

## Питание и образ жизни
Хищники. Подстерегают добычу зарывшись в песок так, что наружу торчат только глаза и рот.

## Классификация
В семейство включают два вида:
- Японский волосозуб (Arctoscopus japonicus)
- Северный волосозуб (Trichodon trichodon)